# Брага, Теофилу
Жоаки́м Тео́филу Ферна́ндеш Бра́га (порт. Joaquim Teófilo Fernandes Braga; 24 февраля 1843, Понта-Делгада, Азорские острова — 28 января 1924, Лиссабон) — португальский писатель (поэт, драматург), учёный и государственный деятель, президент Португалии (1915).

## Биография
Родился в семье Жоакима Мануэла Фернандеша Браги (возможного внука одного из внебрачных детей короля Жуана V) и представительницы дворянского рода Марии Жозе да Камара и Албукерке. В возрасте трёх лет потерял мать. Его отношения с мачехой не сложились и от семейных неурядиц он укрывался в чтении книг.
Издал свой первый сборник стихов «Зелёные листья» (порт. Folhas Verdes) в 1864 году. Получив юридическое образование в Коимбрском университете и в Браге, в 1872 году переехал в Лиссабон, где занялся литературной деятельностью, издавая как сборники стихов, так и этнографическую (исследования народных песен) и философскую литературу. Опубликовал четыре поэтических тома стихов. В своей «Оде Модернас» он бросил резкий вызов консервативной конституционной монархии в Португалии, ее классовому обществу и религиозной иерархии. Выступил автором монументальной «Истории португальской литературы», монографий «История поэзии» (1867), «Популярные истории Азорского архипелага» (1869), «Традиционные истории португальского народа» (1883), «Португальцы» (1885).
В научных трудах («Общие идеи философского позитивизма» (1877) и «Система социологии» (1884)) он поддерживал философа Огюста Конта и привносил позитивизм в философскую дискуссию в Португалии. Был убежденным республиканцем и последовательно придерживался антиклерикальных взглядов, изложив их в эссе «Церковь и современная цивилизация». В 1879 году опубликовал статью «Позитивистские решения для португальской политики», в которой выступал за отмену монархии и провозглашение республики.
В 1888 году был избран в португальский парламент, где примкнул к республиканцам-федералистам. Вступив в Португальскую республиканскую партию, был её многолетним членом и 1 января 1910 года вошёл в состав её Политической директории (затем на основе его фракции в Португальской республиканской партии в 1912 году образовалась Демократическая партия).
После переворота 5 октября, свергнувшего монархию, 6 октября 1910 года был назначен председателем Временного правительства Португальской Республики и исполняющим обязанности главы государства. 24 августа 1911 года он сложил обязанности президента, а 3 сентября премьер-министра. Однако после вынужденной отставки Мануэла де Арриаги он в 1915 году был избран временным президентом, чтобы завершить его срок.
Похоронен в Монастыре Иеронимитов в Лиссабоне.

## Творческое наследие

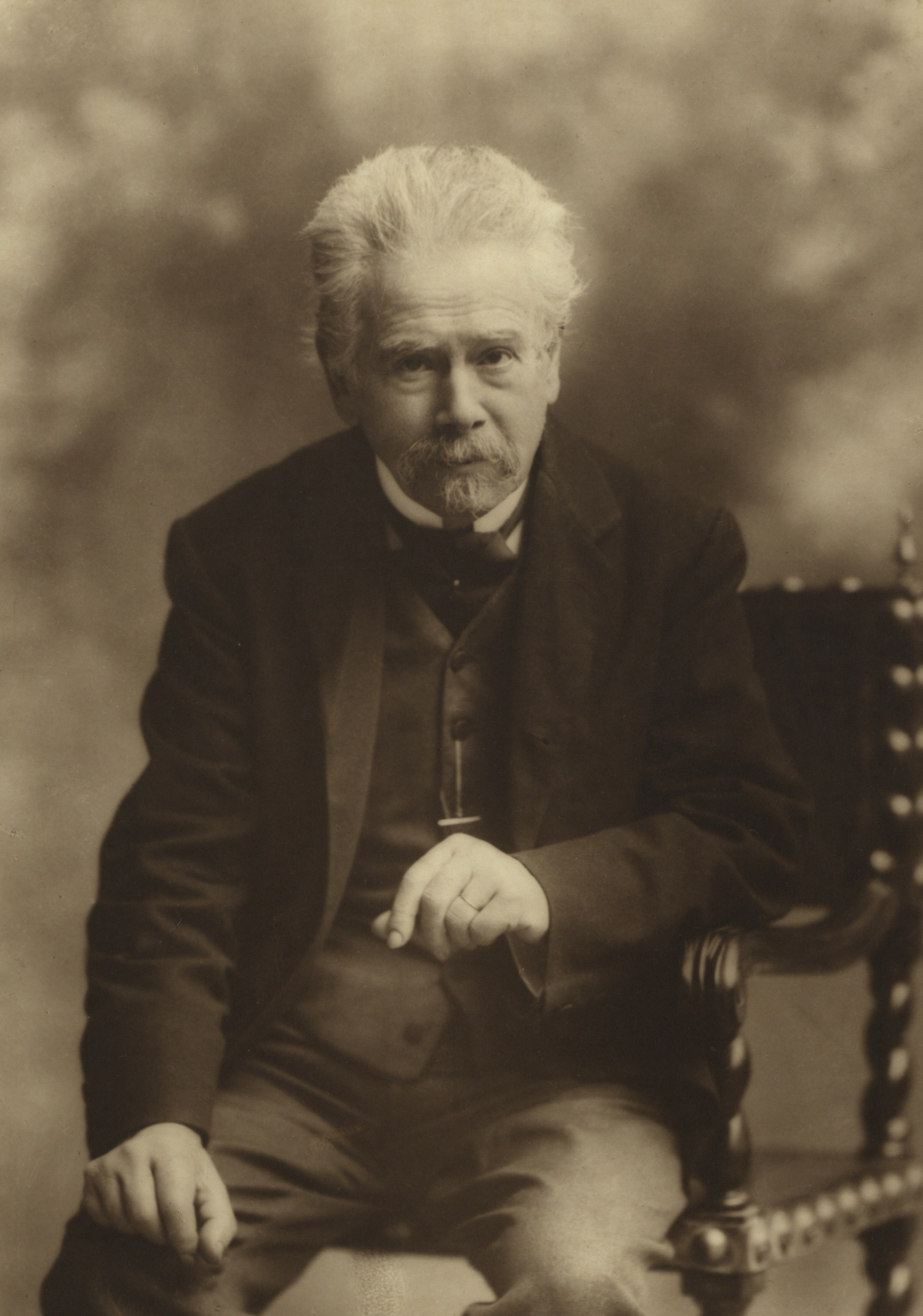
Брага в 1915 году

### Поэзия
- «Видение Времени» (1864)
- «Звуковые бури» (1864)
- «Торренты» (1869)
- «Светские миражи» (1884)
- «Поэзия Закона» (1865)

### Проза
- «Фантастические истории» (1865)
- «Вириато» (1904)

### Эссе
- «Литературные теории — взгляд на современное состояние португальской литературы» (1865)
- «История современной поэзии в Португалии» (1869)
- «История португальской литературы» (Введение) (1870)
- «История португальского театра (1870—1871)», в 4-х томах
- «Теория истории португальской литературы» (1872)
- «Руководство по истории португальской литературы» (1875)
- «Бокаж, его жизнь и время» (1877)
- «Современный португальский Парнас» (1877)
- «Общие черты позитивистской философии» (1877)
- «История романтизма в Португалии» (1880)
- «Система социологии» (1884)
- «Камоэнс и национальные настроения» (1891)
- «История университета Коимбры (1891—1902)», в 4-х томах
- «История португальской литературы (1909—1918)», в 4-х томах

### Антологии
- «Антологии: Популярный песенник» (1867)
- «Традиционные сказки португальцев» (1883)

## Награды и звания
Награды Португалии
| Страна     | Дата                    | Награда                                                                | Награда                                                                | Литеры |
| ---------- | ----------------------- | ---------------------------------------------------------------------- | ---------------------------------------------------------------------- | ------ |
| Португалия | 29 мая — 5 октября 1915 | Гроссмейстер Военного Ордена Башни и Меча, Доблести, Верности и Заслуг | Гроссмейстер Военного Ордена Башни и Меча, Доблести, Верности и Заслуг |        |